# Marta Vera i Vives
Marta Vera Vives (Cerdanyola del Vallès, Vallès Occidental, 13 de juny de 1962) és una patinadora artística sobre rodes, ja retirada, i entrenadora catalana. Va formar part del Cerdanyola Club d'Hoquei, aconseguint quatre campionats de Catalunya i tres d'Espanya. En l'àmbit internacional va aconseguir una medalla d'or al Campionat d'Europa de 1984 i una de plata el 1982. També va participar en cinc mundials, destacant-ne el cinquè lloc de l'any 1983. Va retirar-se de la competició el gener de 1986.

## Palmarès
- 4 Campionats de Catalunya: 1983, 1984
- 3 Campionats d'Espanya: 1981, 1982, 1984
- 1 medalla d'or al Campionat d'Europa: 1984
- 1 medalla d'argent al Campionat d'Europa: 1982